# Walvishaai

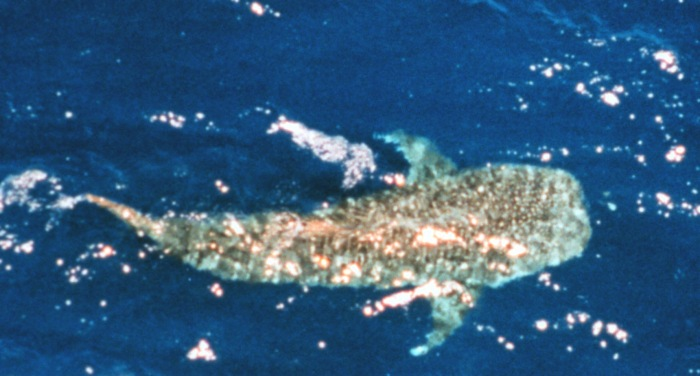
Walvishaai

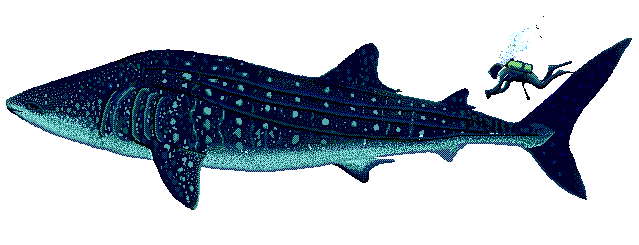
Vergelijking van de grootte van walvishaai en mens

Mannelijke walvishaai in het Georgia Aquarium in Atlanta

De walvishaai (Rhincodon typus) is de grootste bestaande kraakbeenvis. Walvishaaien vormen een bedreigde diersoort. Niettemin wordt er in ontwikkelingslanden nog wel op gevist. In de hele wereld zijn er slechts 1000 geregistreerde exemplaren.

## Uiterlijk
De gemiddelde walvishaai is ongeveer 8 m, maar er zijn ook andere gevonden die wel 18 m lang waren. Zo'n groot exemplaar weegt ongeveer 15 ton. Vrouwtjes zijn gemiddeld groter dan mannetjes.
De walvishaai heeft een brede en platte kop. De bek bevindt zich vooraan, niet onderaan de kop zoals bij veel andere haaien, en is net zo breed. Hij bevat 300 rijen kleine tanden, in totaal zo'n 3000.
Opvallend zijn de drie richels die aan beide zijden langs een groot deel van het lichaam lopen. Aan de bovenkant is de walvishaai donkergrijs van kleur met grote witte tot lichtgele stippen en horizontale en verticale strepen. Deze strepen zijn een even uniek kenmerk als de vingerafdruk voor een mens. Dit vergemakkelijkt het werk van onderzoekers. De onderzijde van het lichaam is wit. De walvishaai heeft aan elke kant vijf kieuwopeningen. De huid is tot 10 cm dik.
De reuzenhaai is de op een na grootste haai en duidelijk te onderscheiden van de walvishaai door zijn torpedovormige neus. Ze zijn geen nauwe verwanten van elkaar: de reuzenhaai is familie van de makreelhaaien.

## Leefgebieden
Walvishaaien komen in alle wereldzeeën voor in het gebied tussen 30-40 graden noorderbreedte en 30-40 zuiderbreedte, maar in de oostelijke Atlantische Oceaan slechts tot de archipel Kaapverdië. In de Middellandse Zee vindt men ze ook niet. Er wordt vermoed dat ze migreren, maar daarover bestaat nog erg veel onduidelijkheid. Er zijn maar weinig plekken ter wereld waar ze met regelmaat komen. Een daarvan is Ningaloo Reef in West-Australië. Veel walvishaaien verblijven daar elk jaar rond maart, de tijd dat er erg veel voedsel is. Andere locaties waar ze met regelmaat verschijnen is het water voor de kust van Donsol in de Filipijnse provincie Sorsogon; de Rode Zee; bij Tofo in Mozambique; rondom de Malediven; bij Whale Island in Vietnam. Op deze en andere plekken is er veel belangstelling van toeristen voor ze. Er zijn vaak strikte regels ten aanzien van de benadering van walvishaaien. Sporadisch zijn de grote vissen ook in aquaria te bewonderen, zoals in Osaka Aquarium Kaiyukan.
Walvishaaien worden zowel in de open oceaan als nabij de kust aangetroffen. Soms worden ze zelfs in lagunes gezien. Ze zwemmen vaak vlak onder de waterspiegel en lijken water te prefereren dat een oppervlaktetemperatuur heeft van tussen de 21 en 25 graden met daarbij een opwaartse stroom van kouder water, van zo'n 17 graden. Vergeleken met andere haaien zwemmen ze erg langzaam, niet sneller dan ongeveer 5 km per uur. Hierbij bewegen ze hun hele lichaam, niet slechts hun staart zoals veel andere haaien doen.
Walvishaaien worden zelden in groepen gezien, echter in de Geelvinkbaai bij Papoea-Nieuw-Guinea leeft een groepje van voornamelijk jonge mannetjes het hele jaar door.

## Voortplanting
De walvishaai kan tussen de 80 en 110 jaar oud worden. Pas rond hun dertigste zijn ze geslachtsrijp, wat naast hun geringe snelheid een belangrijke oorzaak is van het feit dat ze met uitsterven bedreigd worden. Lang werd aangenomen dat ze eieren leggen. In 1953 werd in de Golf van Mexico een walvishaai-ei gevonden met een lengte van 36 cm. Recenter is echter duidelijk geworden dat de eieren al in het moederlichaam uitkomen, met andere woorden, dat walvishaaien eierlevendbarend zijn. Dat zou betekenen dat het gevonden ei geaborteerd moet zijn geweest. In 1996 werd een vrouwtje gevangen met wel 300 ongeboren jongen in haar buik. Die waren elk zo’n 40 cm lang en bijna klaar om – zonder eischaal – geboren te worden. Zoals alle haaien zorgen walvishaaien na de geboorte niet voor hun jongen.

## Voeding
De walvishaai voedt zich door met zijn bek open te zwemmen en na de bek weer gesloten te hebben het water te filteren met speciale structuren bij zijn kieuwen. Hierin blijven plankton, krill, kleine vissen en pijlinktvissen hangen. Het zeewater verlaat het lichaam weer door de kieuwen. De walvishaai kan per uur ongeveer 6000 liter water verwerken. Er zijn onderzoekers die beweren dat walvishaaien soms ook op een stofzuigerachtige manier eten, waarbij ze ook wel verticaal in het water hangen.
Door zijn voedselbehoefte vormt hij voor bijna geen van de andere zeedieren een bedreiging. Door hun afmetingen hebben volwassen walvishaaien zelf ook weinig natuurlijke vijanden. Soms worden ze het slachtoffer van een groep orka's.

## Bedreigd
De walvishaai wordt door het IUCN als "Bedreigd" beschouwd. In de gebieden waar de walvishaaien voorkomen wordt er jacht op ze gemaakt. Een gevangen walvishaai brengt veel geld op. Het vlees wordt gegeten en de vinnen worden gebruikt voor de soep. Ook de huid wordt voor een relatief hoge prijs verkocht. Uit de lever haalt men een stof die gebruikt wordt voor de scheepsbouw.
Het Verdrag van Cartagena en het SPAW-protocol verbieden in het Caribisch gebied het doden, beschadigen of commercieel verhandelen van deze vissen.

## Relatie met de mens
Walvishaaien zijn voor mensen relatief ongevaarlijk. Het grootste gevaar bestaat uit de gigantische staart waarmee wel mensen gewond raakten als ze te dichtbij kwamen.
Er wordt geld aan de dieren verdiend door toeristen in de buurt te brengen en ze met de dieren te laten zwemmen, een vorm van ecotoerisme. Walvishaaien trekken elk jaar een groot aantal toeristen naar het Zuid-Ari-atol in de Malediven. Toch bestaat er nog steeds enige onduidelijkheid over de economische omvang van de aantrekkingskracht van deze dieren. Dit maakt het moeilijk om conservatie- en beheersmethoden uit te voeren.
Daarnaast zijn walvishaaien in het water van het kleine stadje Oslob, op de Cebu-eilanden in de Filipijnen, een topattractie geworden. Lokale overheden in de Filipijnen hebben de legalisatie van het voeren van deze dieren gevolgd in een poging om meer toeristen aan te trekken. Hoewel dit een enorm commercieel succes is, groeit de bezorgdheid over de implementatie van regulering en bescherming voor de walvishaaien en hun mariene omgeving. Met name de jongen laten zich relatief makkelijk benaderen, waardoor het fotograferen en filmen van deze vissen niet heel moeilijk is.